# Taeniogyrus heterosigmus
Taeniogyrus heterosigmus is een zeekomkommer uit de familie Chiridotidae.
De wetenschappelijke naam van de soort werd in 1931 gepubliceerd door Svend Geisler Heding.